# Saxifraga x krausii
Saxifraga x krausii es una planta herbácea de la familia de las saxifragáceas.
Es un híbrido compuesto por las especies Saxifraga aretioides,  Saxifraga ferdinandi-coburgi, Saxifraga lilacina y Saxifraga media.

## Taxonomía
Saxifraga x krausii fue descrita por Bürgel & Young y publicado en Saxifr. Mag. 3: 69 1995.
Etimología
Saxifraga: nombre genérico que viene del latín saxum, ("piedra") y frangere, ("romper, quebrar"). Estas plantas se llaman así por su capacidad, según los antiguos, de romper las piedras con sus fuertes raíces. Así lo afirmaba Plinio, por ejemplo.
krausii: epíteto
Cultivares
- Saxifraga x krausii 'Jan Palach'
- Saxifraga x krausii 'New Europe'